# Dialecto mentonasco
El Mentonasco (Mentonasco en italiano, Mentonnais o Mentonasque en francés) es un dialecto romance hablado históricamente en Menton y sus alrededores, Francia. Se clasifica como un dialecto del occitano y un subdialecto del vivaro-alpino, con una influencia del dialecto ligur vecino intemeliano hablado desde Ventimiglia a San Remo.

## Clasificación
Mentonasc se considera un idioma de transición; es una lengua intermedia entre el occitano y el ligur, por lo que a menudo se debate la clasificación del mentonasco. Sin embargo, se asigna al idioma occitano aunque nacionalistas italianos lo asignan a los dialectos de Liguria.
El dialecto mentonasco tiene fuertes similitudes con los dialectos alpinos comunes, como Royasque o Pignasque. Se diferencia bastante significativamente, especialmente en el oído, de los dialectos costeros de Liguria (italiano del norte), como los de Ventimiglia (dialecto Intemelio) o Mónaco.

## Historia
Cuando el área de Menton era parte del Reino de Cerdeña, Mentonasc se utilizó en toda la zona costera entre el Principado de Mónaco y Ventimiglia, y en el interior.

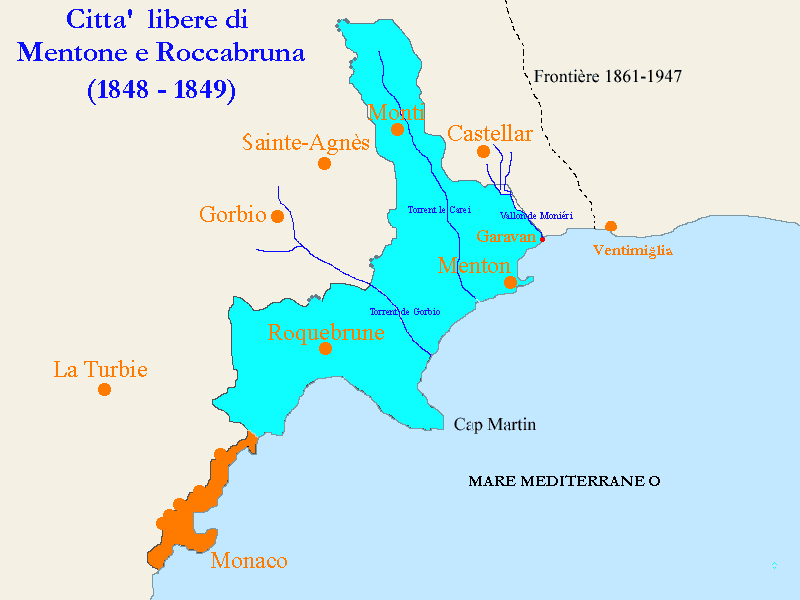
Mapa del territorio de las "Ciudades libres de Menton y Roquebrune en 1848

En el siglo XIX, el mentonasco se utilizó en los territorios de las Ciudades Libres de Menton y Roquebrune, un pequeño estado independiente creado en relación con el Risorgimento italiano.
Cuando Francia se anexionó las Ciudades Libres en 1861, comenzó el declive del mentonasco, sustituido por el idioma francés.

## Distribución geográfica
El dialecto mentonasco lo habla actualmente alrededor del 10% de la población de Menton, Roquebrune y los pueblos de los alrededores (Castellar, Castillon, Gorbio, Sainte-Agnès, Moulinet y Sospel). Ahora el idioma se enseña dentro del sistema educativo francés, como una variedad del niçard (nizardo, es decir, provenzal y occitano), por lo que esto puede cambiar.

### Estatus oficial
Actualmente, ningún país tiene el mentonasco como idioma oficial.

## Vocabulario
A continuación se muestra un cuadro de algunos sustantivos y verbos que se encuentran en francés, traducidos al mentonasco.
| Francés        | Mentonasco                                               |
| -------------- | -------------------------------------------------------- |
| accôtement     | bor dou camen, riba (n.f.)                               |
| accouchement   | part (n.m.)                                              |
| accoucher      | partouri (v.)                                            |
| accoucheuse    | baila, couchusa, coumà (n.f.)                            |
| accouder       | acoudâ, pountelâ (v.)                                    |
| accoudoir      | bras (n.m.)                                              |
| accouplement   | acoubiament (n.m.)                                       |
| accoupler      | acoubiâ (v.)                                             |
| accourir       | veni vitou (v.)                                          |
| accoutrer      | gimbrâ, arnesca (v.)                                     |
| accoutumer     | acousturiâ, abituâ (v.)                                  |
| accrediter     | acreditâ (v.)                                            |
| accroc         | set (n.m.), sgarahura(n.f.) (de langage) :sgarran (n.m.) |
| accrocher      | acrouchâ, pendè, aganità (v.)                            |
| accroissement  | creishament (n.m.)                                       |
| accroitre      | creishe (v.)                                             |
| accroupir      | acougounâ, cougounà (v.)                                 |
| accueil        | acueilh (n.m.)                                           |
| accueillir     | aculhi (v.)                                              |
| acculer        | aculà (v.)                                               |
| accumulateur   | acumulatoù (n.m.)                                        |
| accumulation   | amourounament, acumulacian (n.m.)                        |
| accumuler      | amourounà, acumulà (v.)                                  |
| accuser        | acusà (v.)                                               |
| acerbe         | pougnent, aspre (adj.)                                   |
| aceré          | pounchû (adj.)                                           |
| achalander     | ashalandà (v.)                                           |
| acharnement    | acharnament (n.m.)                                       |
| acharner       | encagnâ, acharnâ (v.)                                    |
| achat          | acat (n.m.), coumpra (n.f.)                              |
| acheminer      | encaminà, stradâ, adraiâ, enstradà (v.)                  |
| acheter        | acatà, catà (v.)                                         |
| achever        | feni (v.)                                                |
| acide          | aigre (adj.) âchidou (n.m. ;adj)                         |
| acidité        | aigrou, aigrura, achidità (nf)                           |
| acolyte        | coumpars (n.m.)                                          |
| acompte        | acuenti (n.m.)                                           |
| acoquiner      | s’acouquinà (v.)                                         |
| acoustique     | acoustica (n.f.), acousticou (adj.)                      |
| acquérir       | catâ, aquistà (v.)                                       |
| acquisition    | aquîst (n.m.)                                            |
| acquitter      | aquitâ, pagà (v.)                                        |
| âcre           | àsperou (adj.)                                           |
| acrobate       | acroubat (n.m.)                                          |
| acropole       | acroupolà (n.f.)                                         |
| acte           | atou (n.m.)                                              |
| acteur (trice) | atoû (n.m.), atrisse (n.f.)                              |
| actif          | ativou (adj.)                                            |
| action         | assian (n.f.)                                            |
| actionner      | assiounâ (v.)                                            |
| activité       | atività (n.f.)                                           |
| actualité      | atualitâ (n.f.)                                          |

## Literatura
Hay algunos textos y canciones que se han publicado recientemente en Menton (la mayoría en el siglo XX).
Entre las muchas publicaciones existentes: A Lambrusca de Paigran (la Vigne vierge de Grand-père) de Jean-Louis Caserio, ilustraciones de M. y F. Guglielmelli, SAHM, Menton, 1987. Brandi Mentounasc, Libro de poesía bilingüe de Jean Ansaldi, 2010. Ou Mentounasc per ou Bachelerà, le Mentonasque au Baccalauréat, de JL Caserio, 5ª edición, 2008., etcétera.

## Ejemplos
Vídeo del Himno Nacional de Menton cantado en mentonasco.